# Juan Carlos Guardela
Juan Carlos Guardela Vásquez (San Juan Nepomuceno (Bolívar), 28 de octubre de 1964) es un comunicador social, cronista, realizador  de televisión, poeta y escritor colombiano.

## Estudios
Guardela realizó estudios de derecho en la Universidad de Cartagena, es comunicador social de la Unad, así mismo estudió Filosofía y Letras en la Universidad Santo Tomás.  En 2011 realizó estudios de maestría en Comunicación en la Universidad Javeriana. Ha asistido a talleres y seminarios de la Fundación para un Nuevo Periodismo Iberoamericano auspiciada por Gabriel García Márquez.

## Trayectoria
Guardela es profesor universitario. Es colaborador de las revistas Semana, Soh o y El Malpensante, ha sido periodista para los diarios El Universal y El Periódico de Cartagena y también coordinador de la revista Aguaita. En televisión ha sido el coordinador de Magazín Cultural y ha dirigido varios documentales y reportajes que han obtenido varios premios y reconocimientos.
También ha sido jefe de prensa del Observatorio del Caribe Colombiano, asistente de la oficina de Prensa del Festival Internacional de Cine de Cartagena y jefe de prensa del Instituto Distrital de Cultura de Cartagena.
Fue jefe de prensa de la Consultoría para los Derechos Humanos y el Desplazamiento.

## Documentales
Ha dirigido los documentales de televisión:
- La extraviada lengua de los zenúes, Ministerio de Cultura, 2011.
- EL fruto de la promesa. (2010) Serie “Trópicos” VI temporada, de TeleCaribe.
- Roberto Burgos Cantor/ la memoria encendida (2009). Serie “Trópicos” V temporada, de TeleCaribe.
- EL linaje del río (2008). Serie “Trópicos” IV temporada, de TeleCaribe.
- EL oro del Sur(2005). Serie “Trópicos” de TeleCaribe.

## Premios y reconocimientos
- Beca de Investigación Cultural Héctor Rojas Herazo del Ministerio de Cultura-Observatorio del Caribe Colombiano con el proyecto “Advenimiento de la mala palabra / narrativas escatológicas de lo festivo en la ciudad de Cartagena” (2011).
- Beca Ministerio de Cultura para la realización del documental La extraviada lengua de los zenúes (2009).
- Beca de creación del Ministerio de Cultura de Colombia para escribir la novela Acabose (2007);
- Beca de periodismo investigativo del Proyecto Antonio Nariño con el reportaje El edén vencido, éxodo, minería y conflicto armado en el sur de Bolívar,[2] publicado en Semana.
- En el año 2004 fue finalista del III Premio Iberoamericano de Nuevo Periodismo FNPI-CEMEX con la crónica Un viaje a la indolencia publicada en la revista El Malpensante, Colombia. n.º 51.
- Premio Regional de Crónica y Reportaje Álvaro Cepeda Samudio.
- Premio de periodismo Pegaso de Oro en Televisión[3] con la serie Champeta, bacile y muerte. (1997),
- Beca Nacional del Instituto Nacional de Cultura (actual Ministerio de Cultura de Colombia) con el poemario Las tres heridas (1993)

## Libros
El edén vencido, crónica, reportaje y crítica. Editorial Unimeta, 2020. 
http://editorial.unimeta.edu.co/index.php/accordion-2/101-eden-vencido
Lo que va a sanar espanta. Crónicas y perfiles. Ediciones Pluma de Mompox, Colección: Voces del Fuego: testigos del Bicentenario, 2011.  
Sitio de brujo, Poesía. Editorial Lealón, 1994.  
Antologado en Lo mejor del periodismo de América Latina.  Prólogo de Tomás Eloy Martínez. Editorial Fondo de Cultura Económica (FCE), 2006.